# Љубишња
Љубишња је планина на сјеверу Црне Горе. Њен највиши врх Дернечиште се налази на 2238 метара. Један део Љубишње налази се у Републици Српској.
Преко ње иде и локални пут који води за Фочу. На њој се налази рудник олова и цинка „Шупља Стијена“. Обрасла је угланом четинарском шумом. У Црној Гори позната је по разним ендемичним и љековитим биљкама. Често се снег задржава и лети, а зими падне и по неколико метара, када су села и засеоци на њој потпуно одечени.
Легенда каже да је име добила за време херцеговачког средњовековног владара Стјепана Вукчића Косаче. Он је пошао по невесту за свог сина у тадашња Пљевља преко Љубишње. Међутим, млада латинка му се веома свидела па ју је обљубио на обронцима планине, која је у народу од тада позната као Љубишња. Син је, чувши шта се десило, кренуо са војском на оца, али овај је окренуо потковице коњима наопачке и тако заварао сина и побегао.
Планина је од најближег града Пљеваља удаљена тридесетак километара.
На њеним обронцима налази се рударско насеље Шула.

## Галерија
- Поглед на Љубишњу
- Поглед на врх Љубишње
- Поглед на Љубишњу и Коњско поље из Бобова